# Atanasi Escolàstic
|  | No s'ha de confondre amb Atanasi Escolàstic d'Emesa. |

Atanasi Escolàstic (en llatí Athanasius Escholasticus) va ser un jurista grecoromà que va escriure sobre Eustaci després de la publicació de la Basílica.